# کوهستان گاگرا

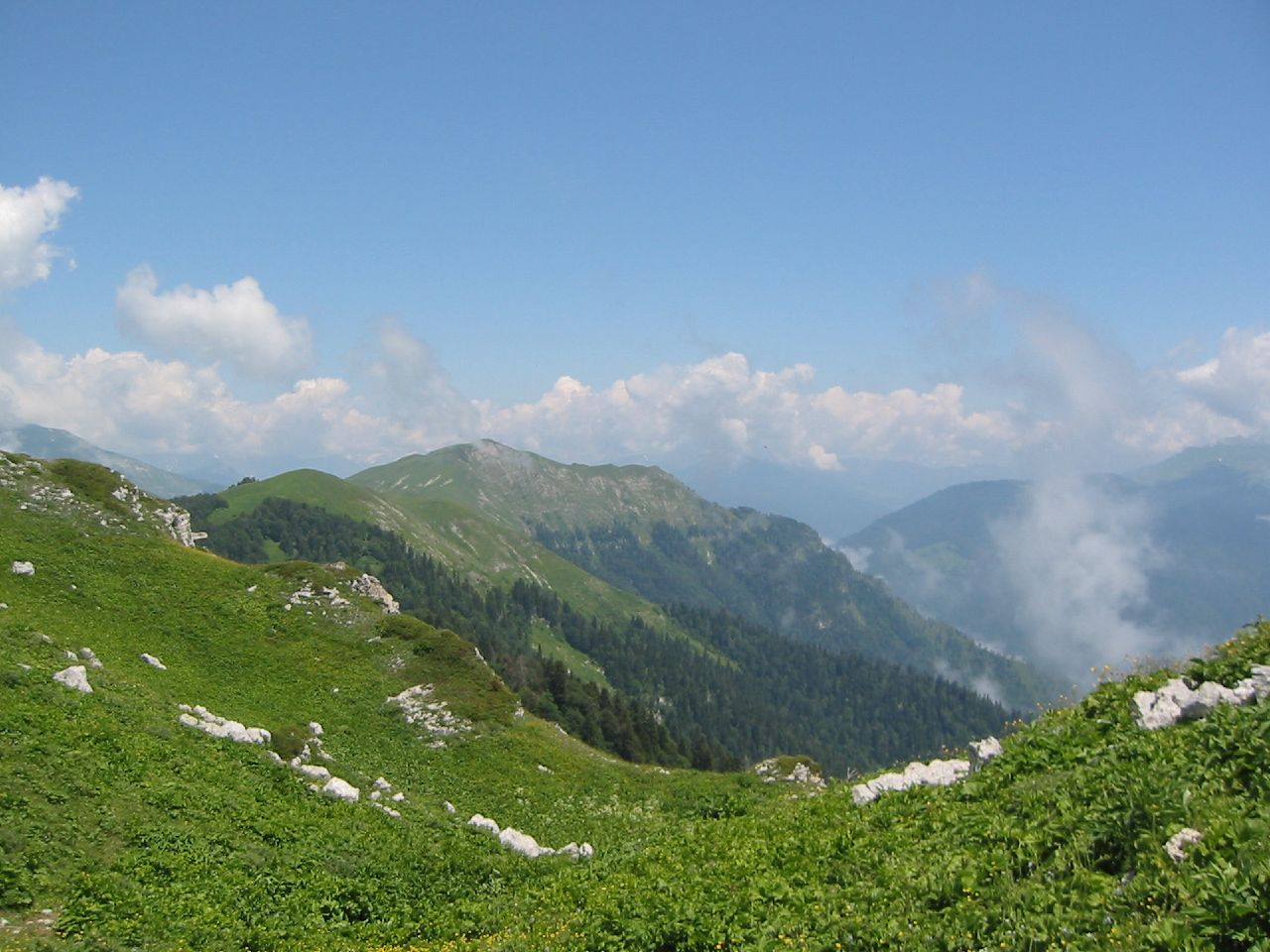
کوهستان گاگرا

کوهستان گاگرا (گرجی: გაგრის ქედი، روسی: Гагрский хребет) کوهستانی است در آبخاز که جزئی از رشته‌کوه قفقاز بزرگ به‌شمار می‌آید. کوهستان گاگرا بین دره‌های رودخانه‌های بزیب و پسو واقع شده و جهت کلی آن شمال به جنوب است. بلندترین نقطه کوهستان گاگرا ۲۲۵۶ متر ارتفاع دارد.
کوهستان گاگرا در نزدیکی شهر گاگرا به دریای سیاه نزدیک می‌شود و به این خاطر که راه رسیدن بادهای سرد و خشک از شمال و شرق را سد می‌کند، نقش مهمی در تعدیل آب‌وهوای این شهر دارد. عمیق‌ترین غار جهان یعنی غار کروبرا در کوهستان گاگرا واقع شده‌است.
شاهراهی به سوی دریاچه ریتسا در امتداد این کوهستان وجود دارد که از کنار رودهای بزیب، یوپشارا، و گاگا می‌گذرد.